# 正街 (選區)
正街（英語：Centre Street，代號：A14）曾是香港中西區區議會下轄的選區，1999年設立，議席自2021年起懸空至2023年取消，懸空前的區議員為民主黨成員張啟昕。

## 範圍
選區位於西營盤南部，現時包括正街街市、西營盤街市和般咸道官立小學等，東至東邊街、西至西邊街，以正街為中心，故以此為名，與其相連的選區有大學、西營盤、東華和水街，投票站設於西邊街基督教香港崇真會救恩堂。

## 沿革
本區原屬1994年以前的西營盤東雙議席選區的南部，在1994年區議會選舉，分散在東華及大學選區內。
1999年區議會選舉因應鄰近的東華和大學選區人口過多而以正街為中心劃出本選區，當時人口估算約14,887人，其中有5,892位選民，投票站設於西區社區中心，點票站則與所有中西區選區一樣是香港公園室內運動場。議席由民主黨成員梁耀祖和民建聯成員唐偉源爭奪，最終梁耀祖以1,063票勝出。
2003年區議會選舉，選區人口約13,030人，其中有5,672位選民，尋求連任的梁耀祖再次遇上民建聯成員挑戰，對手是劉揚勳和獨立人士蘇麗容，最終梁耀祖以1,693票成功連任。
2005年10月30日，梁耀祖在灣仔告士打道駕駛電單車時被一輛貨車撞倒，延至2006年3月24日不治。同年6月11日進行補選，由民主黨成員黃堅成、無黨派人士梁永安和李志恒爭奪，最終獲工聯會支持的李志恒以1,128票力壓取得943票的黃堅成而勝出。
2007年區議會選舉，當時估算約15,045人，其中有6,990位選民，黃堅成轉戰水街選區，李志恒尋求連任，對手是泛民區選聯盟認可的無黨派人士李國銓，最終李志恒以2,013票擊敗對手。
2011年區議會選舉，選區人口約16,064人，其中有6,966位選民，李志恒再次參選，對手是土地正義聯盟成員王浩賢，最終李志恒以1,739票擊敗取得1,199票的王浩賢，再次成功連任。
2015年區議會選舉李志恒競逐連任，民主黨因應鄰近選區服務而派出張啟昕參選，最終李以1,654票擊敗取得1,621票的張，差距大幅收窄至33票，反映出區內期望改變的聲音。
2019年區議會選舉李志恒繼續參選，民主黨張啟昕捲土重來，張最終以2,909票擊敗取得2,030票的李，亦是繼2006年梁耀祖身亡後再度為泛民主派奪得本區議席。2021年7月8日，因應政府計劃追討協助民主派初選區議員的酬金津貼傳聞所帶動的區議員辭職潮中，張啟昕經facebook宣佈辭任區議員職務，即時生效。
議席藉此一直懸空至2023年選舉改革被撤銷，與堅摩、西環、寶翠、石塘咀、西營盤及水街選區合併成西區選區。

## 歷屆議員
| 屆別                     | 議員     | 政治聯繫 | 政治聯繫 |
| ------------------------ | -------- | -------- | -------- |
| 2000年－2003年           | 梁耀祖   |          | 民主黨   |
| 2004年－2006年3月24日    | 梁耀祖   |          | 民主黨   |
| 2006年6月12日－2007年    | 李志恆   |          | 港島聯   |
| 2008年－2011年           | 李志恆   |          | 港島聯   |
| 2012年－2015年           | 李志恆   |          | 港島聯   |
| 2016年－2019年           | 李志恆   |          | 港島聯   |
| 2020年－2021年7月8日     | 張啟昕   |          | 民主黨   |
| 2021年7月9日－2023年12月 | 議席懸空 | 議席懸空 | 議席懸空 |

## 歷屆選舉結果
| 政党   | 政党             | 候选人    | 票数  | %     | ±      |
| ------ | ---------------- | --------- | ----- | ----- | ------ |
|        | 民主黨           | 1. 張啟昕 | 2,909 | 58.90 | ▲9.4   |
|        | 香港島各界聯合會 | 2. 李志恒 | 2,030 | 41.10 | ▼9.4   |
| 多数票 | 多数票           | 多数票    | 879   | 17.80 | ▲16.79 |

| 政党   | 政党             | 候选人    | 票数  | %     | ±      |
| ------ | ---------------- | --------- | ----- | ----- | ------ |
|        | 民主黨           | 1. 張啟昕 | 1,621 | 49.50 | 不適用 |
|        | 香港島各界聯合會 | 2. 李志恒 | 1,654 | 50.50 | ▼8.69  |
| 多数票 | 多数票           | 多数票    | 33    | 1.01  | ▼17.37 |

| 政党   | 政党             | 候选人    | 票数  | %     | ±      |
| ------ | ---------------- | --------- | ----- | ----- | ------ |
|        | 土地正義聯盟     | 1. 王浩賢 | 1,199 | 40.81 | 不適用 |
|        | 香港島各界聯合會 | 2. 李志恒 | 1,739 | 59.19 | ▼5.79  |
| 多数票 | 多数票           | 多数票    | 540   | 18.38 | ▼11.57 |

| 政党   | 政党             | 候选人    | 票数  | %     | ±      |
| ------ | ---------------- | --------- | ----- | ----- | ------ |
|        | 香港島各界聯合會 | 1. 李志恒 | 2,013 | 64.98 | ▲15.26 |
|        | 獨立             | 2. 李國銓 | 1,085 | 35.02 | 不適用 |
| 多数票 | 多数票           | 多数票    | 928   | 29.95 | ▲21.8  |

| 政党   | 政党             | 候选人    | 票数  | %     | ±      |
| ------ | ---------------- | --------- | ----- | ----- | ------ |
|        | 民主黨           | 1. 黃堅成 | 943   | 41.56 | 不適用 |
|        | 無黨派           | 2. 梁永安 | 198   | 8.73  | 不適用 |
|        | 香港島各界聯合會 | 3. 李志恒 | 1,128 | 49.71 | 不適用 |
| 多数票 | 多数票           | 多数票    | 185   | 8.15  | ▼28.59 |

| 政党   | 政党   | 候选人    | 票数  | %     | ±      |
| ------ | ------ | --------- | ----- | ----- | ------ |
|        | 民建聯 | 1. 劉揚勳 | 750   | 29.22 | 不適用 |
|        | 民主黨 | 2. 梁耀祖 | 1,693 | 65.95 | ▲6.96  |
|        | 無黨派 | 3. 蘇麗容 | 124   | 4.83  | 不適用 |
| 多数票 | 多数票 | 多数票    | 943   | 36.74 | ▲18.76 |

| 政党   | 政党   | 候选人    | 票数  | %     | ±      |
| ------ | ------ | --------- | ----- | ----- | ------ |
|        | 民主黨 | 1. 梁耀祖 | 1,063 | 58.99 | 不適用 |
|        | 民建聯 | 2. 唐偉源 | 739   | 41.01 | 不適用 |
| 多数票 | 多数票 | 多数票    | 324   | 17.98 | 不適用 |

## 資料來源與註釋
1. ↑   (PDF).   [2019-12-06]. （原始内容存档 (PDF)于2019-12-06）.
2. ↑   (PDF).   [2019-12-06]. （原始内容 (PDF)存档于2020-08-20）.
3. ↑   (PDF). 香港區議會. 2011-10-06  [2011-11-08]. （原始内容存档 (PDF)于2021-02-26）.
4. ↑  （繁體中文）. 香港區議會.   [2011-11-11]. （原始内容存档于2005-04-09）.
5. ↑  （繁體中文）. 香港區議會.   [2011-11-11]. （原始内容存档于2005-04-09）.
6. ↑  （繁體中文）. 香港區議會.   [2011-11-11]. （原始内容存档于2011-11-08）.
7. ↑  （繁體中文）. 香港區議會.   [2011-11-11]. （原始内容存档于2004-12-13）.
8. ↑  （繁體中文）. 香港區議會.   [2011-11-11].[永久]
9. ↑  （繁體中文）. 香港區議會.   [2011-11-11]. （原始内容存档于2008-05-01）.
10. ↑  （繁體中文）. 香港區議會.   [2011-11-11]. （原始内容存档于2011-05-12）.
11. ↑  （繁體中文）. 香港區議會.   [2011-11-11]. （原始内容存档于2011-01-14）.
12. ↑  （繁體中文） (PDF). 香港區議會.   [2011-11-08].[永久]
13. ↑  （繁體中文）. 香港區議會.   [2011-11-11]. （原始内容存档于2011-01-14）.
14. ↑  （繁體中文）. 蘋果日報. 2005-10-30  [2011-11-11].
15. ↑  （繁體中文）. 香港特別行政區政府. 2006-03-24  [2011-11-11]. （原始内容存档于2015-06-22）.
16. ↑  （繁體中文） (PDF). 香港特別行政區政府.   [2011-11-11]. （原始内容存档 (PDF)于2018-11-23）.
17. ↑  （繁體中文） (PDF). 香港特別行政區政府.   [2011-11-11].[永久]
18. ↑  （繁體中文） (PDF). 香港特別行政區政府.   [2011-11-11].[永久]
19. ↑  （繁體中文） (PDF). 香港特別行政區政府.   [2011-11-11].[永久]
20. ↑  （繁體中文）. 香港特別行政區政府.   [2011-11-11]. （原始内容存档于2009-10-16）.
21. ↑  （繁體中文）. 蘋果日報. 2006-06-12  [2011-11-11].
22. ↑  （繁體中文）. 香港區議會.   [2011-11-08]. （原始内容存档于2008-05-01）.
23. ↑  （繁體中文）. 香港區議會.   [2011-11-11]. （原始内容存档于2011-01-14）.
24. ↑  （繁體中文） (PDF). 香港區議會.   [2011-11-11]. （原始内容 (PDF)存档于2015-06-23）.
25. ↑  （繁體中文）. 香港區議會.   [2011-11-11]. （原始内容存档于2011-11-01）.
26. ↑  （繁體中文）. 香港區議會. 2011-10-06  [2011-11-11]. （原始内容存档于2011-10-26）.
27. ↑  （繁體中文）. 香港區議會.   [2011-11-08]. （原始内容存档于2011-10-28）.
28. ↑  （繁體中文） (PDF). 香港區議會.   [2011-11-11]. （原始内容存档 (PDF)于2018-11-25）.
29. ↑  （繁體中文）. 香港區議會.   [2011-11-08]. （原始内容存档于2011-11-08）.

- 香港選舉資料匯編：1982年-1994年，雷競璇 沈國祥編 1995年出版 ISBN 962-441-519-6 （页面存档备份，存于）